# Quercus acutissima
A Quercus acutissima (também: Carvalho do Japão, Carvalho Sawtooth e kunugi) é um carvalho originalmente nativo do extremo oriente, Japão, China e Coreias, porém é atualmente também encontrado na América do Norte como exótica.

## Descrição
É um árvore caducifólia, de tamanho médio variando entre 25 e 30 metros, tronco com 1.5 metro de diâmetro e folhas grandes com 8 a 20 centímetros de comprimento e 3 a 6 centímetros de largura. A árvore produz como fruto bolotas e possui flores, do tipo catkin, polinizadas pelo vento.
As bolotas amadurecem 18 meses após a polinização e são de cor verde amarronzada (acastanhada) com laranja na base. Possuem sabor muito amargo, porém servem de alimento para gralhas, pombos, e esquilos quando não há outros alimentos disponíveis.

## Usos industriais
No Japão, esta árvore é usada desde tempos antigos para a produção de carvão vegetal, por ser uma árvore de crescimento rápido, cerca de 10 anos. A técnica de exploração das florestas desta árvore para carvão vegetal, no Japão, fez-se de sempre de forma sustentável, cortando-se só algumas árvores espaçadas e cuidando dos novos brotos que surgem dos troncos cortados. A produção já foi exportada para países do exterior.